# Siradanai Phosri
Siradanai Phosri (thailändisch สิรดนัย โพธิ์ศรี; * 6. September 2005) ist ein thailändischer Fußballspieler.

## Karriere

### Verein
Siradanai Phosri erlernte das Fußballspielen in der Schulmannschaft des Assumption College. Seinen ersten Vertrag unterschrieb er im September 2024 beim Drittligisten Assumption United FC. Mit dem Verein aus der Hauptstadt Bangkok spielte er in Western Region der Liga. Nach fünf Ligaspielen, in denen er einen Treffer erzielte, wechselte er im Dezember 2024 zum Erstligisten Muangthong United. Sein Erstligadebüt gab Phosri am 8. Februar 2025 (21. Spieltag) im Heimspiel gegen Chiangrai United. Bei dem 2:1-Erfolg wurde er in der 77. Minute für den verletzten Südkoreaner Hong Jeong-un eingewechselt. Am 24. Mai 2025 stand er mit Muangthong im Finale des FA Cups, das man mit 3:2 gegen den Meister Buriram United verlor.

### Nationalmannschaft
Siradanai Phosri nahm 2024 mit der thailändischen U19-Nationalmannschaft an ASEAN U-19 Boys' Championship in Indonesien teil. Mit der Mannschaft erreichte er das Finale. Hier musste man sich gegen den Gastgeber Indonesien mit 1:0 geschlagen geben. Mit der U20 bestritt er 2024 vier Länderspiele.

## Erfolge

### Verein
Muangthong United
- Thailändischer Pokalfinalist: 2024/25

### Nationalmannschaft
Thailand U19
ASEAN U-19 Boys' Championship: 2024 (2. Platz)